# Ларош, Эммануэль
Эммануэль Ларош (фр. Emmanuel Laroche; 11 июля 1914—1991) — французский лингвист, завершивший дешифровку лувийских иероглифов. Исследовал древние анатолийские языки и хурритский язык. Занимал должность профессора анатолийских исследований в Коллеж-де-Франс в 1973—1985 годах.

## Сочинения
- Dictionnaire de la langue louvite, 1959
- Cataloque des texts Hittites, Paris 1971
- Glossaire De La Langue Hourrite, 1980, ISBN 2-252-01984-0